# Ямба
Ямба (др.-греч. Ἰάμβη) — в древнегреческой мифологии дочь Пана и Эхо, родом из Фракии. Служанка в доме царя Элевсина Келея.
Согласно греческому мифу, старуха из Элевсина развеселила Деметру, тосковавшую по похищенной дочери Персефоне, непристойными шутками, и Деметра улыбнулась. Отсюда и пошёл метр ямб, применявшийся в «несерьёзной» поэтике.
История с Ямбой похожа на историю Баубо (если они вообще не одно лицо). Однако Ямба персонифицирует слова, а Баубо — жесты.